# As de trêfle
Pour les articles homonymes, voir As de trèfle (homonymie).
As de trêfle est un groupe de rock acoustique français, originaire de Tours. Ils comptent six albums et deux DVD vendus à 80 000 exemplaires.

## Biographie
Le groupe est formé en décembre 1996 à Tours, en Indre-et-Loire. Le quatuor entame une tournée des bars dès 1997 dans sa ville natale, une occasion de se rôder et de se constituer un répertoire. Le groupe finit par enregistrer leur première démo en 1998. Le groupe se produit dès 1999 grâce à son propre label indépendant, La Charrette productions. Dans la lignée, le groupe assure quelques premières parties avec des groupes comme Marcel et son orchestre et Têtes raides, et signe avec le label BMG pour son premier album, Haut les nains, sorti en 1999.
S'ensuivent deux albums, Sans les mains (2003), et Houlala (2008). Après un an et demi de tournée Houlala Tour, le groupe enregistre un DVD live les 30 et 31 octobre 2009 à Saint-Cyr-sur-Loire, qui est sorti le 3 mai 2010 avec l'album Houlalive. En juin 2012, ils sortent un EP 4 titres disponible à prix libre sur leur site. Les titres présents sur cet EP sont également disponibles sur l'album (pas) comme tout le monde.
Le 3 août 2014, ils annoncent mettre un terme à leur carrière pour la fin de l'année 2014. Le 9 décembre 2014, le dernier concert du groupe est annoncé dans les colonnes du quotidien régional La Nouvelle République : ce sera le 24 janvier 2015 sous chapiteau au parc des expos de Tours. La fin d'une histoire, annoncée quelques jours plus tôt sur le site du groupe.
Pendant leur parcours, ils comptent plus de 1 000 concerts dans toute la France et à l'étranger (Suisse, Belgique, Allemagne…), et six albums, le dernier étant (Pas) comme tout le monde, sorti en février 2014, et deux DVD vendus à 80 000 exemplaires.

## Membres

### Derniers membres
- Laurent — chant, guitare acoustique
- Géraldine — violon, chœurs
- Laurent — basse, guitare acoustique, chœurs
- Michaël — batterie et chœurs (est aussi l'ancien batteur du groupe Kronos)

### Anciens membres
- Alex — batterie (sur Haut les nains)
- Éric — violon (sur Haut les nains et Sans les mains)
- Michaël Frideloux — batterie